# المديرة (مسلسل)
المديرة (بالإنجليزية: Girlboss) مُسلسل كوميدي أمريكي. مبني على رواية «المديرة» للكاتبة صوفيا اموروسو. من إعداد كاي كانون، وإنتاج تشارليز ثيرون، لافيرن ماكينون، بيث كونو، كريستيان ديتر، وصوفيا اموروسو. وبطولة بريت روبرتسون، إيلي ريد، جوني سيمنز، وألفونسو ماكأولي. توفرت حلقات الموسم الأول للعرض حسب الطلب على نتفليكس في 21 أبريل، 2017.

## الممثلين والشخصيات

### شخصيات رئيسية
- بريت روبرتسون بدور صوفيا مارلوي: فتاة شابة تحاول إنشاء عملها الخاص، في بيع الألبسة عبر الإنترنت[5]
- إيلي ريد بدور آني؛ صديقة ومساعدة صوفيا
- جوني سيمنز بدور شاين؛ عازف إيقاع، مدير أعمال فرق موسيقية، وصديق صوفيا
- ألفونسو ماكأولي بدور داكس، يعمل ساقي حانة، وصديق آني

## وصلات خارجية
- الموقع الرسمي
- المديرة على موقع IMDb (الإنجليزية)
- المديرة على موقع ميتاكريتيك (الإنجليزية)
- المديرة على موقع روتن توميتوز (الإنجليزية)
- المديرة على موقع نتفليكس (الإنجليزية)
- المديرة على موقع كينوبويسك (الروسية)
- المديرة على موقع ألو سيني (الفرنسية)
- المديرة على موقع قاعدة بيانات الفيلم (الإنجليزية)